# Maria-von-den-Engeln-Kloster
Maria-von-den-Engeln-Kloster, Kloster St. Maria von den Engeln, Kloster Unsere Liebe Frau der Engel u. ä. nennt man Klöster zu Ehren der Maria, Mutter Jesu, Königin der Engel.

## Liste
- Notre Dame des Anges (Aberwrach), Kloster am Meeresarm Aber Wrac’h, Bretagne, Frankreich
- Kloster Maria der Engel Appenzell, Appenzell, Schweiz[1]
- Chiesa e monastero di Santa Maria degli Angeli e dei Riformati, Avigliano, Basilicata, Italien
- Dominikanerinnen-Kloster Bad Wörishofen, Deutschland
- Kloster Maria von den Engeln (Bleijerheide/Kerkrade), Niederlande
- Klášter kapucínů a kostel Panny Marie Andělské, Prag, Tschechien

historisch:
- Notre-Dame-des-Anges (Anjou), Frankreich (1489–1812)[2]
- Convento di Santa Maria degli Angeli, Via Alfani, Florenz, Italien
- Convento di Santa Maria degli Angiolini, Via della Colonna, Florenz, Italien